# تلوث البحار

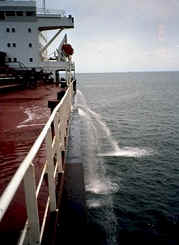

البيئة البحرية ذات أهمية كبيرة لحياة الإنسان، واستخدام البحار لما فيه صالح البشرية قديم قدم التاريخ وتتبدى أهمية البيئة البحرية من خلال تحقيق التوازن المناخي حيث تتسم البحار والمحيطات بارتفاع درجة حرارتها النوعية مما يتيح لها امتصاص كميات كبيرة من الحرارة الواصلة إليها من الطاقة الشمسية، وهذا التعرض للأشعة الشمسية ودرجات الحرارة المرتفعة يؤدي إلى تبخر مياه البحار وارتفاع ذراتها إلى الأعلى بفعل الرياح الصاعدة حيث تتجمع على هيئة سحب تندفع باتجاه اليابسة تحت تأثير الرياح والعوامل الجوية الأخرى مكونة الأمطار مصدر الماء العذب وتبدو أيضاً أهمية البيئة البحرية من خلال قدرة البحار والمحيطات على امتصاص غاز ثاني أكسيد الكربون من الجو، وذلك من خلال عملية التمثيل الكلوروفيلي التي تقوم بها النباتات البحرية فتحول ذرات الكربون إلى نباتية وينطلق غاز الأوكسجين ليذوب في الماء ويتيح التنفس للكائنات الحية في البيئة البحرية.
وإضافة لما للبيئة من أهمية حيوية فإن لها أيضاً أهميتها الاقتصادية التي تنفرد بها عن غيرها من البيئات الأخرى من حيث كونها مصدراً للغذاء، فالأسماك البحرية تشكل مصدراً رئيسياً للغذاء لدى عدد كبير من الشعوب البحرية كما تزخر البيئة البحرية بالموارد الحية الأخرى بخلاف الأسماك التي تأتي في مقدمة الموارد الحية للبيئة البحرية، فهناك الحيوانات البحرية الأخرى المعروفة لنا مثل القشريات واللؤلؤ والمرجان إضافة للنباتات البحرية وتزخر البيئة البحرية أيضاً بمصادر هائلة من الموارد المعدنية والنفط والغاز وغيرها من الثروات المعدنية.
وتكمن أهمية البيئة البحرية أيضاً من حيث كونها طريقاً للمواصلات، ويقوم البحر أيضاً بدور الوسيط في تبادل السلع حيث يعتبر النقل البحري أفضل وسائل النقل في تبادل كميات كبيرة من السلع عبر المسافات الطويلة.
وللبيئة البحرية العربية أهمية كبرى من ناحيتين اقتصادية وإستراتيجية، حيث تعتبر الدول العربية دولاً بحرية، وهذا الوضع الجغرافي للمنطقة يجعلها ذات أهمية اقتصادية وإستراتيجية كبيرة حيث أن الدول العربية توجد في موقع فريد يجعلها تتوسط ثلاث قارات هامة ( آسيا وأفريقيا وأوروبا ) وتمتد سواحلها الطويلة من المحيط الأطلنطي غرباً إلى المحيط الهندي والخليج العربي شرقاً، وتسيطر الدول العربية على ممرات وطرق مستعملة للملاحة الدولية في غاية الأهمية الإستراتيجية وهي مضيق باب المندب، مضيق هرمز، مضيق تيران، مضيق جبل طارق وقناة السويس التي تربط بين الشرق والغرب.
ومن الناحية الاقتصادية فإن البيئة البحرية العربية تزخر بالثروات حيث تعتبر المنطقة البحرية العربية من المناطق الغنية بالثروة السمكية والثروات الحية المختلفة والثروات المعدنية ويرجع السبب في ذلك إلى طول الشواطئ العربية حيث تبلغ طولي ( 23830 ) كيلو متر تقريباً، وتشير التقديرات إلى أن المخزون الاحتياطي لهذه الثروة الغذائية الهامة يبلغ 8.7 مليون طن. ولا تقتصر أهمية البيئة البحرية العربية على إنتاج الأسماك فحسب بل أن المنطقة البحرية العربية يوجد فيها كميات هائلة من الثروات الطبيعية الأخرى الحية، حيث يوجد الإسفنج والأصداف والقشريات والطحالب البحرية والعديد من الثروات الأخرى.
وهكذا نرى أن البيئة البحرية العربية ذات أهمية اقتصادية لما تحتوي من مخزون ضخم من الثروات المعدنية والغذائية وكذلك للبيئة البحرية العربية الأهمية الإستراتيجية الكبرى فالمنطقة البحرية العربية منطقة إستراتيجية للنقل والملاحة التجارية وهذه الأهمية الخطيرة للمنطقة البحرية العربية تدعو إلى الاهتمام الكبير بالدفاع عن البيئة البحرية العربية من أخطار التلوث وفي هذا المضمار تولي الغالبية العظمى من الدول العربية مشاكل تلوث البحار أهمية كبيرة عن طريق القيام بالدراسات الميدانية وعقد المؤتمرات والندوات العلمية لمناقشة المشاكل المتعلقة بالتلوث البحري والتوصل لحلول مناسبة لها والاشتراك في الاتفاقيات البحرية الإقليمية والدولية والتعاون مع المنظمات البحرية التابعة للأمم المتحدة من أجل المحافظة على البيئة البحرية العربية من خطر التلوث واتخاذ الإجراءات الوقائية التي تحمي تلك البيئة من أخطار التلوث المحيطة بها .

## مفهوم تلوث البحار
لتحديد دقيق لمفهوم التلوث في البحار عمد العديد من الشراح وبعض الهيئات العلمية ذات الصلة وكذلك بعض المنظمات الدولية المختصة المعنية بالبيئة البحرية إلى تحديد المعنى المقصود بالتلوث البحري في إطار بيان مفهومه.
فقال الفقيه cole أن التلوث البحري يقصد به ((أي نشاط إنساني يغير من البيئة والحياة البحرية ونباتاتها ومصايدها والصحة العامة كما يؤثر في المنافع البحرية ولذلك فهو يشمل الآثار الناتجة عن تنمية السواحل والشواطئ واستغلال مصادر البترول والغاز واستخراج الحصى وكذلك أنشطة أخرى مثل التخلص من الصرف الصحي والمخلفات الصناعية ونفايات البترول وكذلك التخلص من النفايات المشعة ))
ويرى الفقيه كلارك أن كلمة تلوث تستخدم بشكل عام للدلالة على الضرر البيئي الحاصل نتيجة إلقاء الفضلات في البحر ويفرق بين مصطلحي contamination و pollution فيرى بأن المصطلح الأول يقصد به تواجد مواد مركزة في الماء تتجاوز المستوى الطبيعي في الوسط ويرى بأن المصطلح الثاني pollution يقصد به ( إدخال مواد أو طاقة بطريقة مباشرة أو غير مباشرة، بواسطة الإنسان إلى البيئة البحرية، يترتب عليها تأثيرات ضارة، كإلحاق الأذى بالموارد الحية، وتعريض صحة الإنسان للخطر وإعاقة الأنشطة البحرية بما في ذلك الصيد، والتقليل من صلاحية الانتفاع بالمياه البحرية والإقلال من الترويح )..
تنتج عن (( إدخال الإنسان في البيئة البحرية مواد يمكن أن تسبب نتائج مؤذية كالإضرار بالثروات البيولوجية والأخطار على الصحة الإنسانية وعرقلة النشاطات البحرية بما فيها صيد الأسماك وإفساد مزايا مياه البحر عوضاً عن استخدامها والحد من الغرض من استخدامها في مجالات الترفيه))
وقد عرفت اللجنة الفرنسية المختصة بدراسة مشاكل التلوث البحري والّمشكلة فيما بين الوزارات الفرنسية هذا التلوث بأنه (( تغيير التوازن الطبيعي للبحر بما من شأنه أن يؤدي إلى تعريض صحة الإنسان للخطر، أو يضر بالموارد البيولوجية من نباتات وحيوانات بحرية أو يمس التمتع بها أو يعرقل الاستخدامات الأخرى المشروعة للبحر، ويحدث هذا التغيير بوجه عام نتيجة التدخل غير الطبيعي لفاعل التلوث في البيئة البحرية بالمواد الطبيعية كالمواد العضوية لمياه الصرف الصحي وبعض فضلات معالجة المعادن أو بمواد التركيبات الصناعية كالبلاستيك والمبيدات الحشرية ))ع
وجاء في مؤتمر البيئة في ستوكهولم عام 1972 تحديداً لمعنى التلوث البحري بأنه (( إدخال الإنسان بطريق مباشر أو غير مباشر لمواد أو طاقة في البيئة البحرية، يكون لها آثاراً ضارة كالأضرار التي تلحق بالموارد الحية أو تعرض صحة الإنسان للخطر أو تعوق الأنشطة البحرية، بما فيها الصيد وإفساد خواص مياه البحر من وجهة نظر استخدامه والإقلال من منافعه )).
وحددت الاتفاقية الأوربية لحماية مصادر المياه الدولية من التلوث المنعقدة في ألمانيا الاتحادية عام 1973 المقصود بالتلوث البحري بأنه (( أي إتلاف لتركيب أو تغيير حالة المياه كنتيجة مباشرة أو غير مباشرة لنشاط الإنسان وبخاصة الحط من نوعية المياه في قابليتها للاستعمال في المجالات الآتية:
1. استخدامها للإنسان والحيوان.
2. واستخدامها في الزراعة والصناعة .
3. وصيانة البيئة الطبيعية وبخاصة الأحياء المائية.

وعرفت اتفاقية هلسنكي لعام 1974 التلوث بأنه: (( قيام الإنسان – بطريقة مباشرة أو غير مباشرة، بتصريف مواد أو طاقة في البيئة البحرية، ويترتب على ذلك آثاراً ضارة بصحة الإنسان أو بالموارد البحرية أو الأحياء البحرية أو عرقلة الاستخدامات المشروعة للبحار أو التأثير في خواص استخدام المياه البحرية أو التقليل من أوجه الاستفادة بها))، كما وضعت مجموعة خبراء من المنظمة الاستشارية البحرية ومنظمة الأغذية والزراعة ومنظمة اليونسكو ومنظمة الصحة العالمية للأرصاد والأمم المتحدة المطلق عليها اختصاراً ( GESAMP ) تعريفاً للتلوث البحري ـ يرى وجود حالة التلوث عند (( إضافة مواد أو طاقة بطريقة مباشرة أو غير مباشرة بفعل الإنسان في البيئة البحرية ـ بما فيها مصب الأنهار ـ ويكون لها أثار ضارة للموارد الحية أو صحة الإنسان أو بما من شأنه أن يعوق الأنشطة البحرية بما في ذلك الصيد أو التأثير في خواص استخدام مياه البحر وخفض الاستفادة منها ))- 
ونشير إلى أن اتفاقيات جنيف الأربع لقانون البحار التي أقرها مؤتمر الأمم المتحدة لقانون البحار عام 1958 لم تتضمن تعريفاً للتلوث البحار.
لقد أصبح تلوث البحار ظاهرة متزايدة وهي تختلف حقيقة من مكان لآخر كما أن نسبة التلوث تختلف باختلاف المصدر المتسبب في هذه الظاهرة
و تزداد مظتهر التلوث بسبب تزايد السكان وارتفاع كثافاتهم في المدن والموانيء وارتفاع نسبة تزايد بناء السفن العملاقة والموانئ والأرصفة.

### التلوث الناجم عن إغراق وتصريف النفايات في البحار

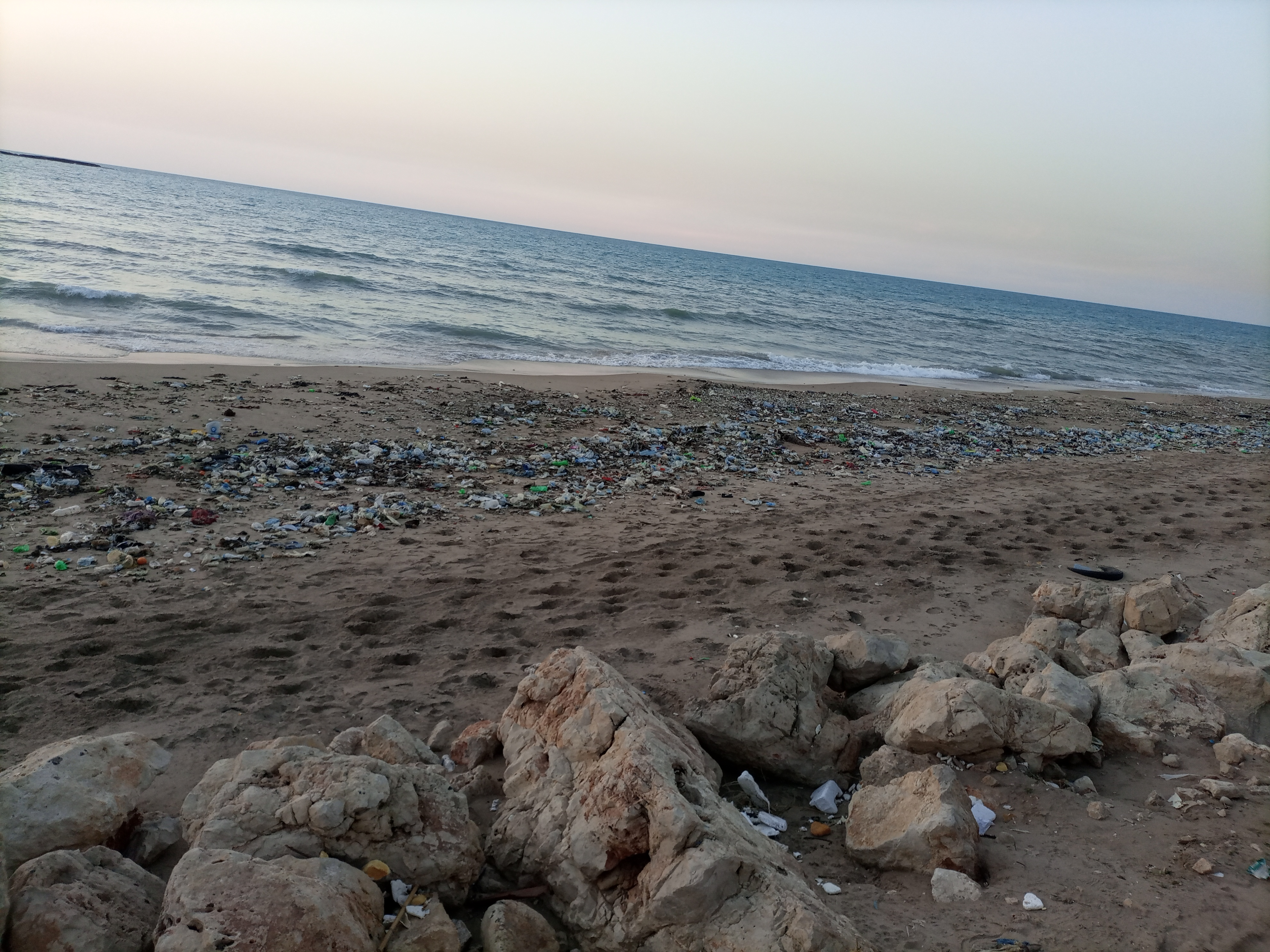
النفايات تملأ الشاطئ وتتسرب بفعل الأمواج إلى المياه